# Barrancas (Colômbia)
Barrancas é um município da Colômbia, localizado no departamento de Guajira.